# Franz Christen
Franz Christen (ur. 22 kwietnia 1907 w Madiswil) – szwajcarski zapaśnik walczący w stylu klasycznym. Olimpijczyk z Berlina 1936, gdzie zajął czternaste miejsce w wadze koguciej.

## Letnie Igrzyska Olimpijskie 1936
| Konkurencja          | Rundy eliminacyjne     | Rundy eliminacyjne    | Klas. końcowa |
| Konkurencja          | Przeciwnik I           | Przeciwnik II         | Miejsce       |
| -------------------- | ---------------------- | --------------------- | ------------- |
| 56 kg styl klasyczny | Márton Lőrincz (HUN) P | Egon Svensson (SWE) P | 14.           |